# Castillo de San Diego
El Castillo de San Diego fue un recinto fortificado situado a la entrada de la bahía de La Coruña. Fue construido entre 1606 y 1636, y junto con el Castillo de San Antón formaban parte del complejo defensivo de la ciudad. Inicialmente se le llamó Castillo de San Gaspar, aunque a partir de 1644 ya se conocería como Castillo de San Diego.
Según la descripción del cronista José Cornide, se trataba de una construcción poligonal adaptada al saliente rocoso en el que se asentaba, con dos plataformas de artillería y distintas dependencias agrupadas en el centro; en las que se encontraban los cuerpos de guardia, el almacén, la capilla, el polvorín y el cuartel. Este fuerte abaluartado contaba con una dotación artillera de 30 cañones.
En las crónicas del ataque franco-holandés a La Coruña en 1639 (Guerra franco-española de 1635-1659) ya se hablaba de la eficacia de esta nueva fortificación y de su efectividad artillera contra la escuadra del almirante Sourdis. Como barrera defensiva adicional, entre el Castillo San Diego y el Castillo de San Antón se tendía una cadena que bloqueaba el acceso al puerto de la ciudad.
En 1963 el Castillo de San Diego fue demolido con objeto de ampliar las instalaciones portuarias, modificándose el litoral en este lugar para la construcción de un muelle petrolero.